# IEC 62133
IEC 62133 és una normativa internacional (creada per l'IEC) de seguretat elèctrica de bateries que contenen materials alcalins i altres electròlits no àcids. Cal evitar condicions que portin a estats potencialment perillosos. La darrera versió de la norma es pot esbrinar aquí.

## Part de la norma
- Part 1 : requeriments de seguretat per a bateries recarregables portables fabricades amb material níquel.[4]

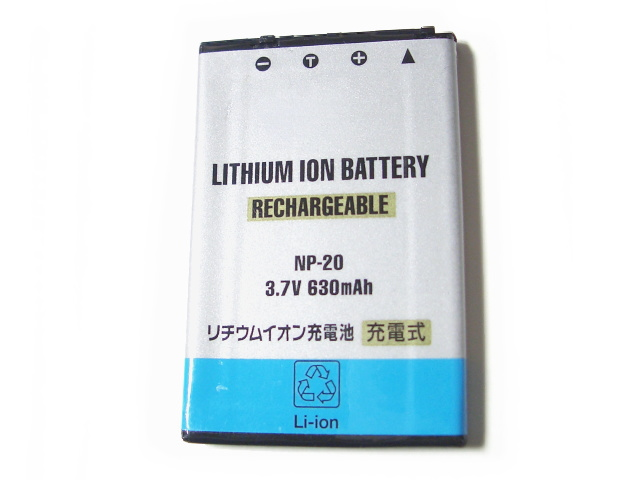
Fig.1 Exemple de bateria de liti

- Fig.1 Exemple de bateria de litiPart 2 : requeriments de seguretat per a bateries recarregables portables fabricades amb material liti.

## Assajos realitzats
| Apartat | Descripció de l'assaig                                          |
| ------- | --------------------------------------------------------------- |
| 8.2.1   | Càrrega contínua a voltatge constant                            |
| 8.2.2   | Stress d'alta temperatura ambiental de l'envolvent o encapsulat |
| 8.3.1   | Curtcircuit extern (de la cèl·lula)                             |
| 8.3.2   | Curtcircuit extern (de la bateria)                              |
| 8.3.3   | Caiguda lliure                                                  |
| 8.3.4   | Abús tèrmic                                                     |
| 8.3.5   | Compressió (de la cèl·lula)                                     |
| 8.3.6   | Sobrecàrrega (de la bateria)                                    |
| 8.3.7   | Descàrrega forçada (de la cèl·lula)                             |
| 8.3.8   | Transport                                                       |
| 8.3.9   | Curtcircuit intern (de la cèl·lula)                             |